# Czesław Czerniawski
Czesław Czerniawski (ur. 28 lipca 1925 w Wilnie, zm. 15 czerwca 1988 w Szczecinie) – polski prozaik i publicysta.

## Życiorys
Studiował na Wydziale Prawno-Ekonomicznym UMK. W latach 1943–1944 był ślusarzem w zakładach samochodowych w Wilnie. W latach 1944–1947 służył w LWP. Debiutował w 1949 na łamach tygodnika „Żołnierz Polski” jako prozaik. W latach 1952–1955 był redaktorem rozgłośni Polskiego Radia w Gdańsku, a od 1955. był redaktorem rozgłośni w Szczecinie. Pochowany został na cmentarzu Centralnym w Szczecinie.

## Nagrody
- 1967 – nagroda Ministra Obrony Narodowej za powieść Szli żołnierze
- 1985 – nagroda Ministra Kultury i Sztuki

## Twórczość
- Awantury śródziemnomorskie
- Ballada o człowieku spokojnym
- Była już wiosna
- Ci, co przeżyli
- Dzień dzisiejszy, dzień wczorajszy
- Jak krótko trwa noc
- Jak tylko wróci z morza
- Kapitanie rufa w krzakach: Zapiski z afrykańskiego rejsu
- Kawaler maltański
- Korsarz trzynastu kolonii
- Mały biały domek
- Na dnie twoim lec
- Na rozkaz króla
- Nie wszystkie drogi…
- Nie wychodź na pokład po zmroku
- Port macierzysty
- Szli żołnierze
- Ta cholerna mgła
- Tajemnica Jeziora Czarnego
- To ja, Herr Stolz
- Wielki rejs
- Wierzby będą zielone
- Zanim wstanie świt
- Zdobywać morską dal, Wydawnictwo Morskie (1980)
- Znajome kształty nadziei